# Acrocera prima
Acrocera prima är en tvåvingeart som beskrevs av Meijere 1914. Acrocera prima ingår i släktet Acrocera och familjen kulflugor. Inga underarter finns listade i Catalogue of Life.